# Samantha Drechsel
Samantha Drechsel (25 maggio 1999) è una pallavolista statunitense, opposto delle Columbus Fury.

## Carriera

### Club
La carriera di Samantha Drechsel inizia nei tornei scolastici dello stato di Washington, giocando per la Cedar Park Christian. Dopo il diploma gioca a livello universitario in NCAA Division I, militando per un'annata con la Maryland e poi per un quadriennio (2018-2021) con la Washington, ricevendo qualche riconoscimento individuale e disputando una semifinale nazionale.
Nel dicembre 2021 firma il suo primo contratto da professionista in Svizzera, dove prende parte alla Lega Nazionale A 2021-22 con il Neuchâtel, conquistando lo scudetto. Nella stagione 2022-23 si trasferisce in Francia, dove è di scena in Ligue A con il Venelles, giocando nel ruolo di schiacciatrice. Torna quindi in patria per disputare la Pro Volleyball Federation 2024 con le Columbus Fury.

## Palmarès

### Club
- Campionato svizzero: 1

2022-23

### Premi individuali
- 2019 - NCAA Division I: Waco Regional All-Tournament Team
- 2020 - All-America First Team
- 2020 - NCAA Division I: Omaha National All-Tournament Team
- 2021 - All-America Second Team
- 2021 - NCAA Division I: Austin Regional All-Tournament Team